# Hippolyte Detours
Pour les articles homonymes, voir Detours (homonymie).
Hippolyte Detours, né le 6 janvier 1799 à Moissac (Tarn-et-Garonne) et mort le 6 juillet 1885 à Limoux (Aude), est un homme politique français.

## Biographie
Fils d'un général d'Empire, il est avocat à Moissac puis substitut. Il démissionne en 1830 et retourne au Barreau. Il est député de Tarn-et-Garonne de 1848 à 1851, siégeant à l'extrême gauche.
Il est le père de Jean Detours, qui sera député de l'Aude.

## Sources
- Ressource relative à la vie publique :   - Base Sycomore
- « Hippolyte Detours », dans Adolphe Robert et Gaston Cougny, Dictionnaire des parlementaires français, Edgar Bourloton, 1889-1891 [détail de l’édition]